# Nine chocolates
Nine chocolates（ないん ちょこれーつ）は、静岡県を拠点に活動する8人組の日本の女性アイドルグループ。静岡市清水区にあるメイドカフェ「エリカ・スパルサ」の応援アイドル（メイドアイドル）として結成。メンバーは現役メイドから構成される。

## 概要
2022年6月、静岡県静岡市にて結成。
静岡県内を中心に音楽制作、イベント制作をしている「miuzic Entertainment（株式会社miuzic）」所属。代表の近藤薫がプロデュース・楽曲制作を務めるROSARIO+CROSS、no Filterの姉妹グループにあたる。
2022年11月3日には初の単独コンサートを静岡市民文化会館（中ホール)で開催。2022年12月18日にリリースした1st single「ミラクルカラフルグローリー」がオリコンデイリーチャート7位を獲得。

## メンバー
| 番号 | 名前                        | ニックネーム | 誕生日   | メンバーカラー     | 身長   | 加入日          | 備考                     |
| ---- | --------------------------- | ------------ | -------- | ------------------ | ------ | --------------- | ------------------------ |
| 1番  | 澤口 葵 さわぐち あおい     | あおたん     | 2月1日   | ストロベリーレッド | 156 cm | 結成 -          | 元fishbowl               |
| 2番  | 桃来 うさ もぐ うさ         | うさちゃん   | 11月30日 | ラビットピンク     | 157 cm | 2025年5月2日 -  |                          |
| 3番  | 茜星 りおん あかほし りおん | りおりん     | 12月20日 | ハニーイエロー     | 155 cm | 2025年5月2日 -  |                          |
| 4番  | 冬乃 すずな ふゆの すずな   | おすず       | 11月25日 | ラベンダー         | 162 cm | 2022年8月1日 -  |                          |
| 5番  | 羽夢 りっか はむ りっか     | はむちゃん   | 9月5日   | 白→パールホワイト  | 157 cm | 2023年6月15日 - | 元ないんちょこっとれーつ |
| 6番  | 花橙 みゆう かとう みゆう   | かとうさん   | 12月11日 | 幸せオレンジ       | 150 cm | 結成 -          | 元茶果菜                 |
| 7番  | がう                        | がうちゃん   | 1月20日  | 緑色               | 160 cm | 結成 -          |                          |
| 9番  | 蓮井ソラ はすい そら        | そらち       | 8月15日  | 水色               | 159 cm | 結成 -          |                          |

### 過去のメンバー
| 番号 | 名前                        | ニックネーム | 誕生日  | メンバーカラー | 身長     | 活動期間                      | 備考                                           |
| ---- | --------------------------- | ------------ | ------- | -------------- | -------- | ----------------------------- | ---------------------------------------------- |
| 4番  | 月妃 ルカ つきひ るか       | ルカにゃ     | 8月5日  | 紫苑           | 152 cm   | 結成 - 2022年7月31日          | ※デビュー前に辞退                              |
| 8番  | 逢川 あお あいかわ あお     | あおちゃん   | 11月1日 | あお           | 158 cm   | 結成 - 2023年3月31日          | 元茶果菜                                       |
| 5番  | 白雪 愛依姫 しらゆき あいら | あいら       | 7月4日  | 天使ほわいと   | 162 cm   | 結成 - 2023年5月31日          | 元茶果菜                                       |
| 8番  | 藤咲 ゆら ふじさき ゆら     | ゆらちゃん   | 3月13日 | 青             | 155 cm   | 2023年4月27日 - 2024年6月23日 |                                                |
| 2番  | 愛須 ぴぴ あいす ぴぴ       | ぴぴまる     | 4月14日 | ばぶみぴんく   | 153.9 cm | 結成 - 2025年3月9日           | 元名古屋CLEAR'S                                |
| 3番  | 天崎 ことり あまさき ことり | ことりん     | 4月12日 | ひよこイエロー | 160 cm   | 結成 - 2025年3月30日          | 同事務所で女優活動に専念、活動拠点を東京に移す |
| 8番  | 雨宮ここ あめみや ここ      | ここちゃん   | 5月22日 | 青色           | 158 cm   | 2024年7月14日 - 2025年8月3日  | 他グループに移籍予定                           |

### ないんちょこっとれーつ
2023年1月8日〜6月17日まで活動していたNine chocolatesの研究生グループ。
miuzic Entertainmentの研究生チーム「miuzic NEXT」発足に伴いグループが統合され、活動を終了した。
| 名前   | ニックネーム | メンバーカラー | 備考                          |
| ------ | ------------ | -------------- | ----------------------------- |
| ふう   | ふうちゃん   | 白             |                               |
| りっか | りっかちゃん | ピンク         | 現Nine chocolates・羽夢りっか |
| えり   | えりたん     | 水色           | 現ROSARIO+CROSS・咲間えり     |
| くれは | くれたん     | 赤             | 現no Filter・れい             |

## エリカ・スパルサ（清水店・静岡店）
Nine chocolatesメンバーおよび一般応募のメイドが給仕するコンセプトカフェ。

### エリカ・スパルサ 清水店
- 2018年11月オープン。
- 2022年4月2日より株式会社miuzicが営業を引き継ぎ、再出発。
- ビル2階のカフェに加えて3階にライブステージを併設。
- 静岡県静岡市清水区旭町3-14津田産業ビル2F
- アクセス
  - 静鉄電車「新清水駅」から徒歩4分
  - JR清水駅から徒歩10分

### エリカ・スパルサ 静岡店
- 2022年9月25日オープン。
- 静岡市葵区七間町9-2 エクスト青葉3F
- アクセス
  - 静鉄電車「新静岡駅」から徒歩12分
  - JR静岡駅から徒歩15分

## 略歴

### 2022年
- 5月12日、「フォロワー500人いったらデビューに向けて始動！」という目標を掲げ公式Twitter（現X）アカウント開設。約2週間で目標の500人に到達。
- 7月31日、月妃ルカが卒業。
- 8月1日、冬乃すずなが加入。
- 8月11日、お披露目イベントをLIVE ROXY SHIZUOKAにて開催。
- 8月28日、LIVE ROXY SHIZUOKAにて開催のmiuzic presents「SOUND OF POP MUSIC vol.10」にオープニングアクトとして出演。
- 8月29日、配信シングル『自撮りモンスター』をリリース。[2]
- 9月9日、配信シングル『前髪の決意（Cover）』をリリース。[3]
- 10月15日、KADODE OOIGAWAにてフリーイベント「KADODE chocolates」を初開催。以降月1の定期イベントを実施。
- 10月16日、「静岡アイドル大運動会 Vol.2」（草薙総合屋内運動場）出場。
- 11月3日、初の単独コンサート「やれんの!?シズブン！」を静岡市民文化会館（中ホール)にて開催。
- 12月18日、1st Single『ミラクルカラフルグローリー』をリリース、オリコンデイリーチャート7位を獲得。

### 2023年
- 1月16日、逢川あおが3月31日をもって卒業すると発表。
- 2月12日、2ndワンマンライブ「VALENTINE chocolates⸜❤︎⸝‍」をLIVE ROXY SHIZUOKAにて開催。
- 3月23日、TOKYO DOME CITY HALLにてNEXT IDOL GRANDPRIX2023決勝の最終審査パフォーマンス。
- 3月26日、逢川あお卒業ライブを LIVE ROXY SHIZUOKAにて開催。
- 4月21日、白雪愛依姫が5月31日をもって卒業すると発表。
- 4月27日、藤咲ゆらの加入発表。
- 5月4日、LIVE ROXY SHIZUOKAにて開催された「SHIZUOKA MUSIC GENIC 2023」に出演。
- 5月6日、3rdワンマンライブ「君のはじめてになりたいの」をSOUND SHOWER ark清水にて開催。
- 5月31日、白雪愛依姫が卒業。
- 6月1日、配信シングル『君のはじめてになりたいの』をリリース。[4]
- 6月15日、羽夢りっか加入発表。
- 7月1日、配信シングル『沼れ!〜Baby star〜』リリース。[5]
- 7月、Road to TIF2023〜LAST CHANCE〜に参加。
- 7月15日〜23日、「Nine chocolatesに沼れ！ツアー」を名古屋（7/15 CLUB SALU）静岡（7/16 LIVE ROXY SHIZUOKA）東京（7/23 Twin Box garage）の3会場で開催。
- 8月11日、デビュー1周年記念ワンマンライブ「One chocolate～一粒の奇跡〜」をLIVE ROXY SHIZUOKAにて開催。
- 9月9日、「メイドアイドルフェス！2023」（SOUND SHOWER ark 清水）を主催。
- 10月15日、「静岡アイドル大運動会 Vol.3」（草薙総合屋内運動場）出場。

### 2024年
- 1月17〜21日、天崎ことり主演舞台「#しろばら」が下北沢小劇場 B1にて上演。
- 1月20日、「ちゃんこMusic!! vol.1」（静岡市民文化会館・中ホール）に出演。
- 4月2日、2nd Single『ドレミオーケストラ』をリリース、オリコンデイリーチャート5位を獲得。
- 同日、リリース記念ワンマンライブ「〜エリカ・スパルサ2nd Anniversary！！〜おかえりなさいませ！ご主人様、お嬢様！！」をLIVE ROXY SHIZUOKAにて開催。
- 4月29日、藤咲ゆらが6月23日にMagical Riverにて行われる卒業ライブをもってグループを卒業することを発表。
- 5月3日〜4日、LIVE ROXY SHIZUOKAにて開催された「SHIZUOKA MUSIC GENIC 2024」に出演。
- 6月15日、澤口葵がいちごアソシエイツ2024に就任。
- 6月23日、藤咲ゆら卒業。
- 7月14日、Sound Space DIVAにて開催された名古屋ワンマンライブ「Bitter & Sweet～Smile chocolates～」にて新メンバー・雨宮ここ加入。
- 7月15日、静岡追加公演がMagical Riverにて開催。
- 8月11日、デビュー2周年記念ワンマンライブ「透明なあした」をMagical Riverにて開催。
- 9月9日、配信シングル『日進月歩、僕らの一歩』リリース。[6]
- 10月13日、「静岡アイドル大運動会 Vol.4」（草薙総合屋内運動場）出場。
- 10月17〜20日、天崎ことり主演舞台『#しろばら』が大阪・インディペンデントシアター2ndにて上演。[7]

### 2025年
- 1月11日、ワンマンライブ「やれんの！？ボトムライン！」を名古屋ボトムラインにて開催予定。
- 3月9日、愛須ぴぴ卒業ライブをMagical Riverにて開催。
- 3月30日、天崎ことり卒業ライブをMagical Riverにて開催。
- 5月2日、Magical Riverにて開催された新体制お披露目ライブで桃来うさ・茜星りおんがデビュー。
- 8月3日、雨宮ここラストライブをMagical Riverにて開催。
- 11月16日、ワンマンライブ「やれんの！？ReNY！」を NAGOYA ReNY limitedにて開催予定。

## 作品

### シングル
| # | タイトル                   | 発売日         | 品番      | 収録曲 | 備考                                                  |
| - | -------------------------- | -------------- | --------- | --- | ----------------------------------------------------- |
| 1 | ミラクルカラフルグローリー | 2022年12月18日 | MIUZ-2207 | 1. ミラクルカラフルグローリー 2. Nine chocolates〜片思いチョコレート〜 3. 君とコーヒーカップとフレンチポップ | オリコンデイリー7位                                   |
| 2 | ドレミオーケストラ         | 2024年4月2日   | MIUZ-2402 | 1. ドレミオーケストラ 2. エリカ・スパルサ 3. ふぁいてぃん!（Cover）                                          | オリコンデイリー5位 「ふぁいてぃん!」はdelaのカバー曲 |

### 配信限定シングル
| # | タイトル                 | 配信日        | 収録曲                                                   | 備考                               |
| - | ------------------------ | ------------- | -------------------------------------------------------- | ---------------------------------- |
| 1 | 自撮りモンスター         | 2022年8月29日 | 1. 自撮りモンスター                                      |                                    |
| 2 | 前髪の決意（Cover）      | 2022年9月9日  | 1. 前髪の決意（Cover）                                   | 小玉ゆういのカバー曲               |
| 3 | 君のはじめてになりたいの | 2023年6月1日  | 1. 君のはじめてになりたいの                              | アートワークは羽夢りっか作イラスト |
| 4 | 沼れ!〜Baby star〜       | 2023年7月1日  | 1. 沼れ!〜Baby star〜 2. 沼れ!〜Baby star〜（呪文 Ver.） |                                    |
| 5 | 日進月歩、僕らの一歩     | 2024年9月9日  | 1. 日進月歩、僕らの一歩                                  |                                    |

## ライブ・イベント
定期フリーライブ「KADODE chocolates」
2022年10月より島田市にある大井川鐵道門出駅直結の観光施設KADODE OOIGAWAにて月1開催。
主にmiuzic Entertainment所属のアーティストをゲストに迎え、2024年12月現在Vol.26まで継続中。
定期ライブイベント「Nineの日」　
毎月9日に行われる、お給仕とライブの複合イベント。エリカ・スパルサからMagical River（自社ライブハウス）等へ出張。
ソロイベント
エリカ・スパルサ清水店・静岡店にて開催。
- 澤口葵「あおいちゃんようちえん」
- 天崎ことり「ぴよぴよ団の集い」
- 冬乃すずな「冬乃食堂」
- 花橙みゆう「花橙のごはん屋さん」「花橙の煽り屋さん」

### 公式サイト
- miuzic Entertainment
- 静岡のアイドル Nine chocolates公式ファンサイト
- 静岡のメイドカフェ「エリカ・スパルサ」

### インスタグラム
- 澤口葵 (@nine_aoi_1) - Instagram
- 愛須ぴぴ (@aisu_pipi) - Instagram
- 天崎ことり (@kotori_amasaki412) - Instagram
- 冬乃すずな (@fuyuno_suzuna) - Instagram
- 羽夢りっか (@hamu_hamu_rikka) - Instagram
- 花橙みゆう (@katoumiyuu_6x6) - Instagram
- がう (@gau_nine_7) - Instagram
- 雨宮ここ (@nine_kok_8) - Instagram
- 蓮井ソラ (@sorachi_no_tamago) - Instagram

- Nine chocolates (@nine_chocolates) - Instagram

### Twitter
- miuzic Entertainmentオフィシャル (@miuzic_info) - X（旧Twitter）
- Nine chocolates公式 (@Nine_chocolates) - X（旧Twitter）
- 澤口葵 (@Nine_aoi_1) - X（旧Twitter）
- 愛須ぴぴ (@Nine_pipi_2) - X（旧Twitter）
- 天崎ことり (@Nine_kotori_3) - X（旧Twitter）
- 冬乃すずな (@Nine_suzuna_4) - X（旧Twitter）
- 羽夢りっか (@Nine_rikka_5) - X（旧Twitter）
- 花橙みゆう (@Nine_miyuu_6) - X（旧Twitter）
- がう (@Nine_gau_7) - X（旧Twitter）
- 雨宮ここ (@Nine_kok_8) - X（旧Twitter）
- 蓮井ソラ (@Nine_sora_9) - X（旧Twitter）

- エリカ・スパルサ@清水本店 静岡メイドカフェ (@erica_sparsa) - X（旧Twitter）
- エリカ・スパルサ静岡店@メイドカフェ (@erispa_shizuoka) - X（旧Twitter）

### YouTube
- Nine chocolates / メイドアイドル - Youtube

### SHOWROOM
- Nine chocolates公式 - SHOWROOM
- 澤口葵（Nine chocolates） - SHOWROOM
- 愛須ぴぴ（Nine chocolates） - SHOWROOM
- 天崎ことり（Nine chocolates） - SHOWROOM
- 冬乃すずな（Nine chocolates） - SHOWROOM
- 羽夢りっか（Nine chocolates） - SHOWROOM
- 花橙みゆう（Nine chocolates） - SHOWROOM
- がう（Nine chocolates） - SHOWROOM
- 蓮井ソラ（Nine chocolates） - SHOWROOM

### TikTok
- 澤口葵 (@nine_aoi) - TikTok
- 愛須ぴぴ (@aisu_pipi) - TikTok
- 天崎ことり (@kotorin412) - TikTok
- 冬乃すずな (@suzuna_1125) - TikTok
- 花橙みゆう (@katoumiyuu_6x6) - TikTok
- がう (@gau_nine_7) - TikTok
- 蓮井ソラ (@sorachi_no_tamago) - TikTok
- Nine chocolates公式 (@nine_chocolates) - TikTok
- エリカ・スパルサ (@erica_sparsa) - TikTok